# NAOS-Typ P362
Der Typ P362 bezeichnet einen Ro-Pax-Schiffstyp. Von dem Typ wurden zwei Einheiten für die spanische Reederei Baleària Eurolineas Marítimas gebaut, die sie in ihrem Streckennetz im westlichen Mittelmeer bzw. zu den Kanarischen Inseln einsetzt. Der von NAOS entworfene Schiffstyp zählt zu der auf einem gemeinsamen Rumpfdesign basierenden und in großer Stückzahl, aber vielfach abweichenden Versionen gebauten Visentini-Klasse.

## Geschichte
Die Schiffe wurden auf der italienischen Werft Cantiere Navale Visentini in Porto Viro für die spanische Reederei Baleària Eurolineas Marítimas gebaut. Sie wurden im Januar bzw. Juli 2019 abgeliefert. Die Schiffe waren Teil eines Flottenerneuerungsprogramms der Reederei. Ihr Bau kostete 200 Mio. Euro. Entworfen wurden sie vom italienischen Schiffsarchitekturbüro NAOS Ship and Boat Design. Sie zählen zu der auf einem gemeinsamen Rumpfdesign basierenden, aber in vielfach abweichenden Versionen gebauten Visentini-Klasse und sind die einzigen beiden Einheiten der Visentini-Klasse Mark IV.
Die Schiffe werden im Fährverkehr von Baleària eingesetzt. Die Hypatia de Alejandría verkehrt üblicherweise zwischen Barcelona und den Baleareninseln Mallorca und Menorca bzw. zwischen Valencia und Ibiza und Mallorca. Ende Januar 2019 wurde sie zwischen Barcelona und Mallorca in Dienst gestellt. Im Sommer 2019 wurde zusätzlich Menorca angelaufen. 2021 wurde das Schiff im Fährverkehr zur spanischen Exklave Melilla eingesetzt. Die Marie Curie verkehrt auf der von Baleària und Fred. Olsen Express gemeinsam betriebenen Fährverbindung zwischen Huelva und den Kanarischen Inseln Gran Canaria und Teneriffa.

## Beschreibung
Die Schiffe werden von zwei Viertakt-Neunzylinder-Dual-Fuel-Dieselmotoren des Typs Wärtsilä 9L46DF-B mit jeweils 10.305 kW Leistung angetrieben. Die Motoren wirken über Untersetzungsgetriebe auf zwei Verstellpropeller. Die Schiffe sind mit zwei mit jeweils 1.300 kW Leistung angetriebenen Bugstrahlrudern ausgestattet. Für die Stromerzeugung stehen zwei von den Hauptmotoren mit jeweils 1.800 kW Leistung angetriebenen Leroy-Somer-Wellengeneratoren sowie zwei von Dieselmotoren des Typs Caterpillar 3516C mit jeweils 1.800 kW und ein von einem Dual-Fuel-Dieselmotor des Typs Wärtsilä 9L20DF mit 1.600 kW Leistung angetriebenen Generatoren zur Verfügung. Im Normalbetrieb werden die Schiffe mit Flüssigerdgas angetrieben. Dadurch entstehen deutlich weniger Luftschadstoffe als beim Antrieb mit Dieselkraftstoff oder Schweröl. Die beiden Flüssigerdgastanks mit jeweils 165 m³ Fassungsvermögen befinden sich im Heckbereich der Schiffe auf Deck 4. Die Hypatia de Alejandría war die erste mit Flüssigerdgas angetriebene Fähre im Mittelmeer.
Die Schiffe verfügen über fünf feste Fahrzeugdecks (Deck 1 bis 5). Am Heck befindet sich eine Heckrampe, die auf Deck 3 (Hauptdeck) sowie über eine Rampe am Bord zu Deck 4 führt. Auf der Steuerbordseite befindet sich eine weitere, schmale Heckrampe, die von Fußgängern genutzt werden kann. Sie führt direkt zu einer Rolltreppe, mit der die Fahrgäste in den Passagierbereich der Fähre auf Deck 6 gelangen. Die Fahrzeugdecks sind durch feste Rampen miteinander verbunden. Auf Deck 1, 3 und 4 können Lkw und Auflieger befördert werden. Auf diesen Decks inklusive der festen Rampe zu Deck 4 stehen insgesamt 2.194 Spurmeter zur Verfügung. Die nutzbare Höhe beträgt 4,31 m (Deck 1), 4,87 m (Deck 3) bzw. 5 m (Deck 4). Auf den Decks 2 und 5 ist die nutzbare Höhe auf 1,90 m bzw. 2,50 m beschränkt. Die Decks sind für die Beförderung von Pkw vorgesehen. Der hintere Bereich von Deck 5 ist nach oben offen. Auf den Fahrzeugdecks können 120 Lkw/Auflieger und 166 Pkw oder bis zu 608 Pkw befördert werden. Auf den Decks 1, 3 und 4 stehen Stromanschlüsse für insgesamt 80 Lkw/Auflieger mit temperaturgeführter Ladung zur Verfügung.
Oberhalb der Fahrzeugdecks befinden sich drei weitere Decks unter anderem mit den Einrichtungen für die Passagiere und die Schiffsbesatzung, der Brücke und verschiedenen technischen Betriebsräumen. Für die Passagiere stehen unter anderem eine Cafeteria, ein Selbstbedienungs- und ein À-la-carte-Restaurant, ein Geschäft und ein Kinderspielbereich zur Verfügung. Im hinteren Bereich der Decksaufbauten befinden sich auf den Decks 6 und 7 offene Decksbereiche mit Sitzgelegenheiten. Auf dem offenen Decksbereich auf Deck 7 befinden sich auch zwei Whirlpools. 
Die Passagierkapazität der Fähren beträgt 880 Personen. Für sie stehen 123 Kabinen mit insgesamt 488 Betten, davon 121 Vierbett- und zwei behindertengerechte Zweibettkabinen, sowie 404 Liegesessel in drei Lounges zur Verfügung. Für die Schiffsbesatzung sind 36 Kabinen vorhanden, 22 Doppel- und 14 Einzelkabinen. Die Fähren sind mit zwei Schiffsevakuierungssystemen ausgerüstet. Sie verfügen über zwei ausfahrbare Flossenstabilisatoren.
Die Brücke befindet sich im Bugbereich auf Deck 7. Sie ist über die gesamte Breite geschlossen. Zur besseren Übersicht beim An- und Ablegen und beim Navigieren in engen Fahrwassern gehen die Nocken über die Schiffsbreite hinaus.

## Schiffe
| Typ P362              | Typ P362    | Typ P362    | Typ P362                                          | Typ P362 |
| Bauname               | Bau- nummer | IMO- Nummer | Kiellegung Stapellauf Ablieferung                 |          |
| --------------------- | ----------- | ----------- | ------------------------------------------------- | -------- |
| Hypatia de Alejandría | C224        | 9498755     | 21. Dezember 2017 29. März 2018 21. Januar 2019   |          |
| Marie Curie           | C225        | 9498767     | 21. Dezember 2017 28. November 2018 22. Juli 2019 |          |

Die Schiffe fahren unter der Flagge Zyperns. Heimathafen ist Limassol. Die Hypatia de Alejandría ist nach der griechischen spätantiken Wissenschaftlerin Hypatia benannt, die Marie Curie nach der französischen Physikerin gleichen Namens.